# Helvetic Airways
Helvetic Airways, spesso chiamata anche helvetic.com, è una compagnia aerea regionale svizzera, fondata nell'autunno 2003 come ampliamento della già esistente Odette Airways, fondata nel 2001 a Zurigo, che con un MD-83 della Crossair operava i voli degli immigrati verso l'Europa del sud e dell'est.
L'hub della compagnia è situato presso l'aeroporto di Zurigo-Kloten, mentre un hub secondario è stato aperto presso l'aeroporto di Berna alla fine del 2010.

## Storia

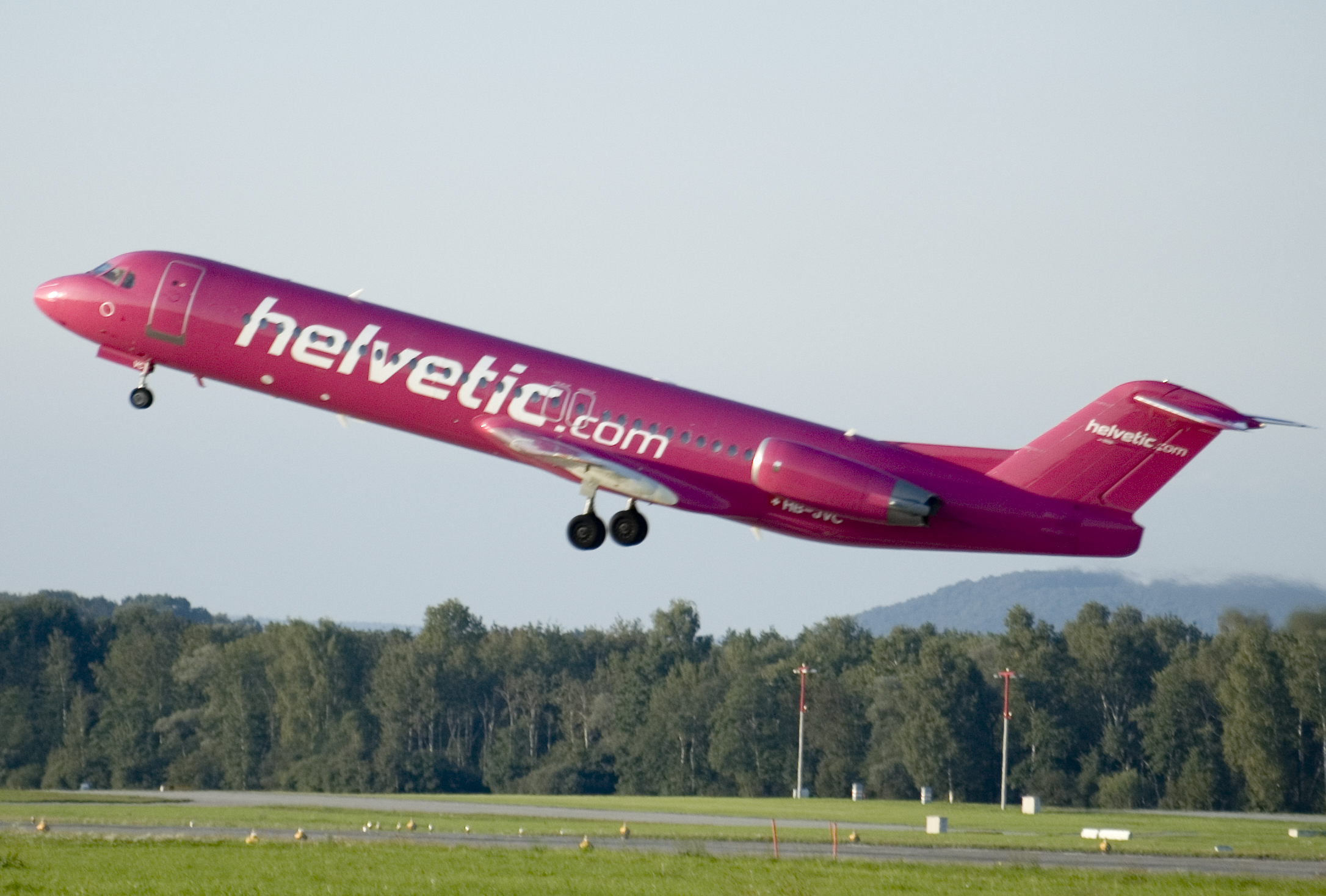
Un Fokker 100 nella prima livrea.

La Helvetic ha iniziato ad operare con un McDonnell Douglas MD-83 acquistato dalla Crossair, ceduto nel 2004 ad una compagnia di leasing e rimosso dal servizio.
Fino al novembre 2006, gli aeromobili Helvetic erano contraddistinti da una livrea viola acceso che li rendeva inconfondibili. A inizio dicembre, fu disegnata una nuova livrea, meno vistosa, che ricorda i colori della Svizzera.
Nel marzo 2006, il finanziere Martin Ebner ha acquisito la maggioranza delle azioni della società attraverso la società Patinex AG, di sua proprietà. In due anni si prefisse l'obiettivo di raggiungere un bilancio in attivo, in quanto, fino all'acquisto da parte di Ebner, la Helvetic è sempre rimasta in passivo.
Nel novembre 2011 la Helvetic Airways ha attivato una propria linea manutentiva certificata EASA 145 presso l'aeroporto di Zurigo.

## Destinazioni
In passato la Helvetic Airways ha offerto voli di linea dal suo hub di Zurigo, terminandoli nel 2008 a favore dell'attività charter.
Tuttavia, nel 2011, la compagnia ha ricominciato l'attività di linea operando in code share con la Swiss International Air Lines, la principale compagnia svizzera, servendo diverse località in Europa.

## Flotta

### Flotta attuale

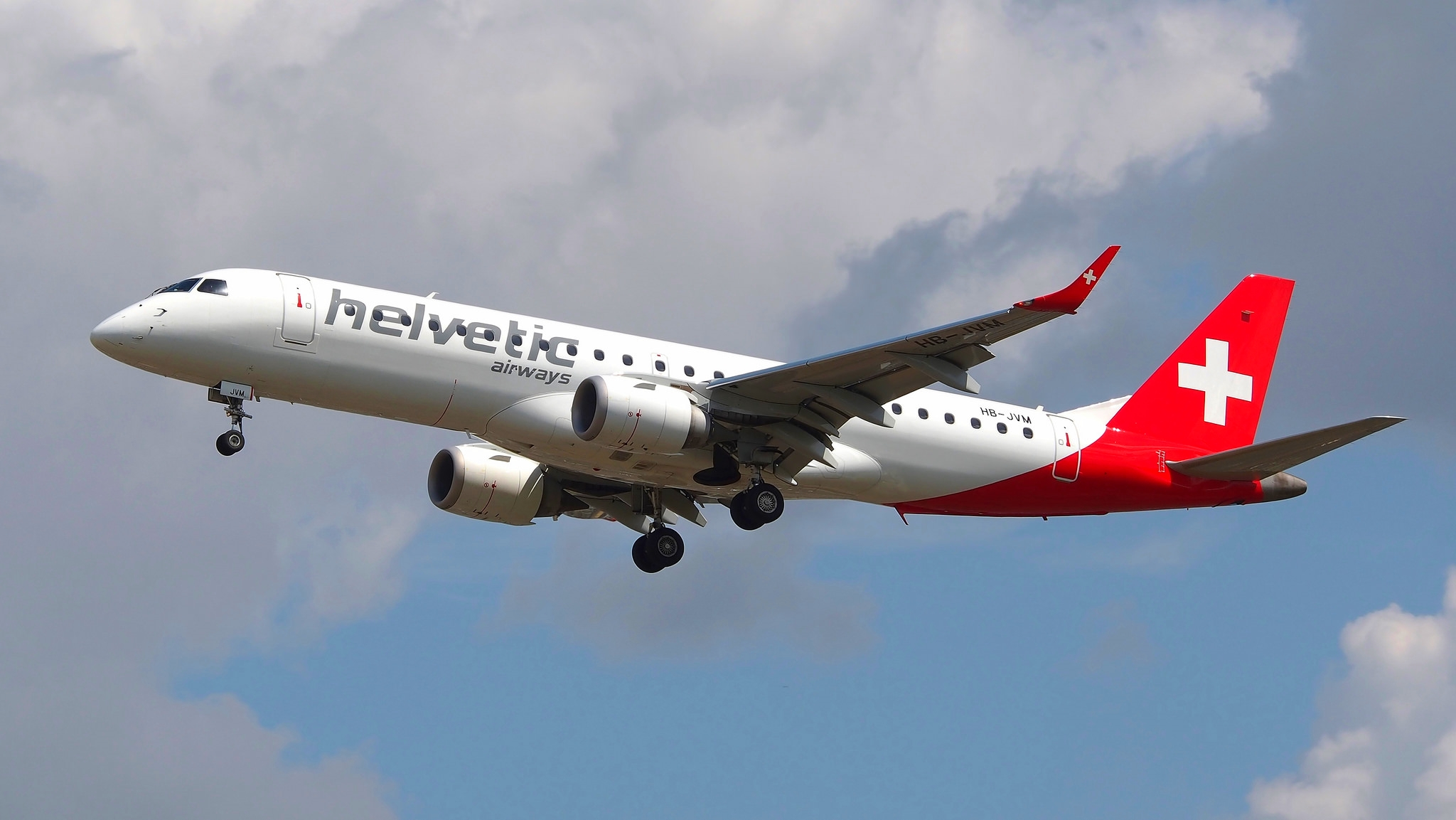
Un Embraer 190.

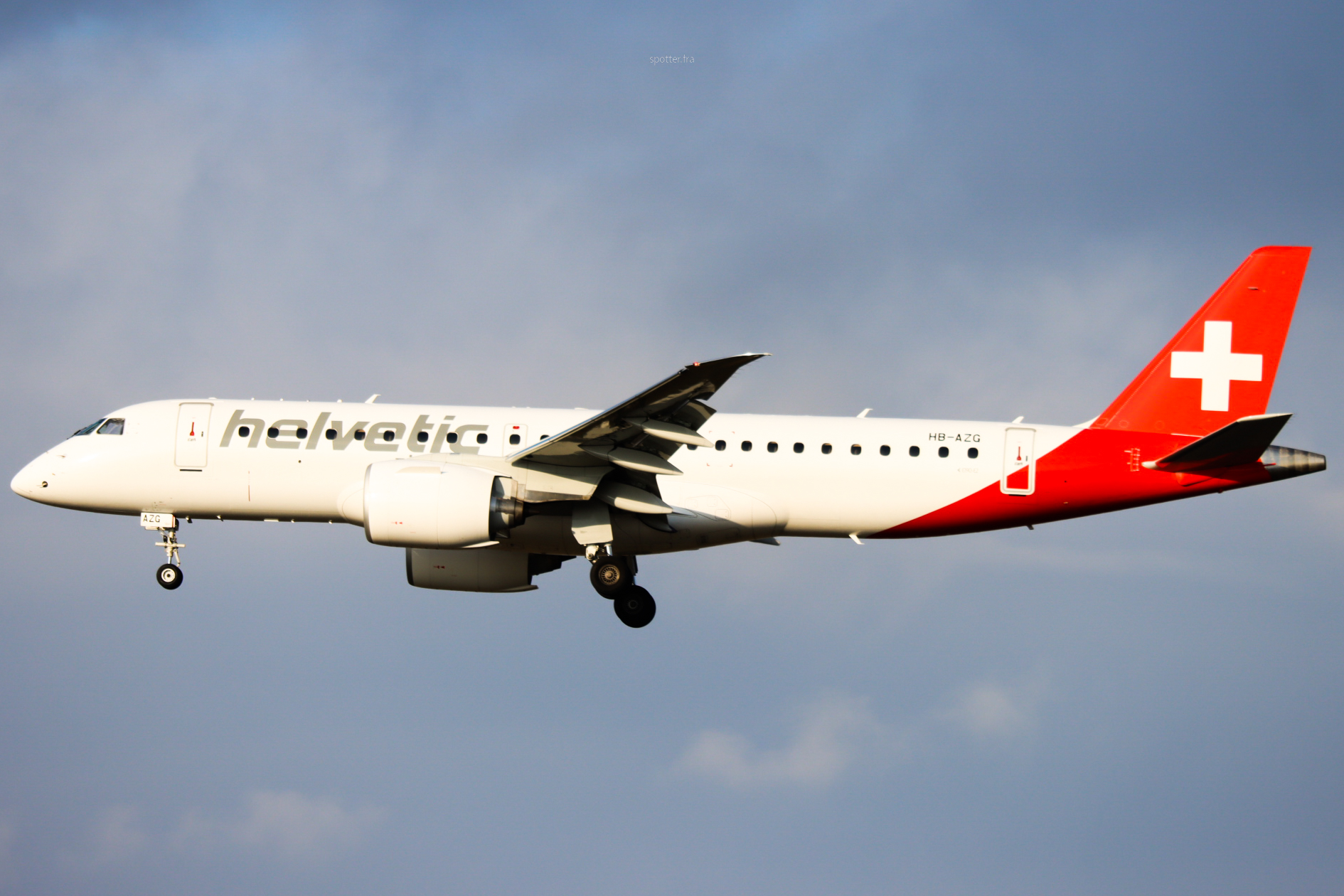
Un Embraer E190-E2.

A gennaio 2024 la flotta di Helvetic Airways è così composta:

### Flotta storica

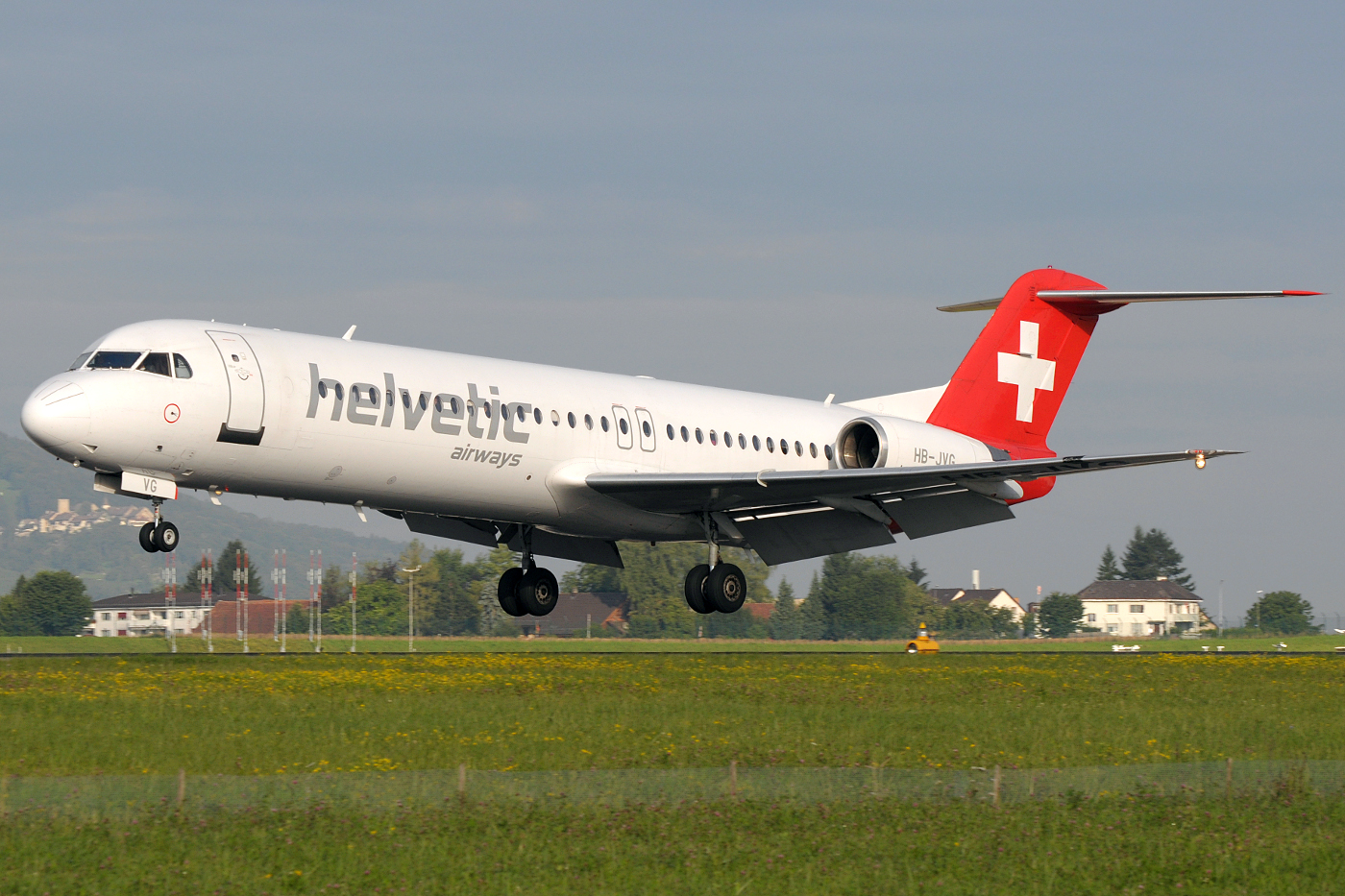
Un Fokker F100 nel 2011.

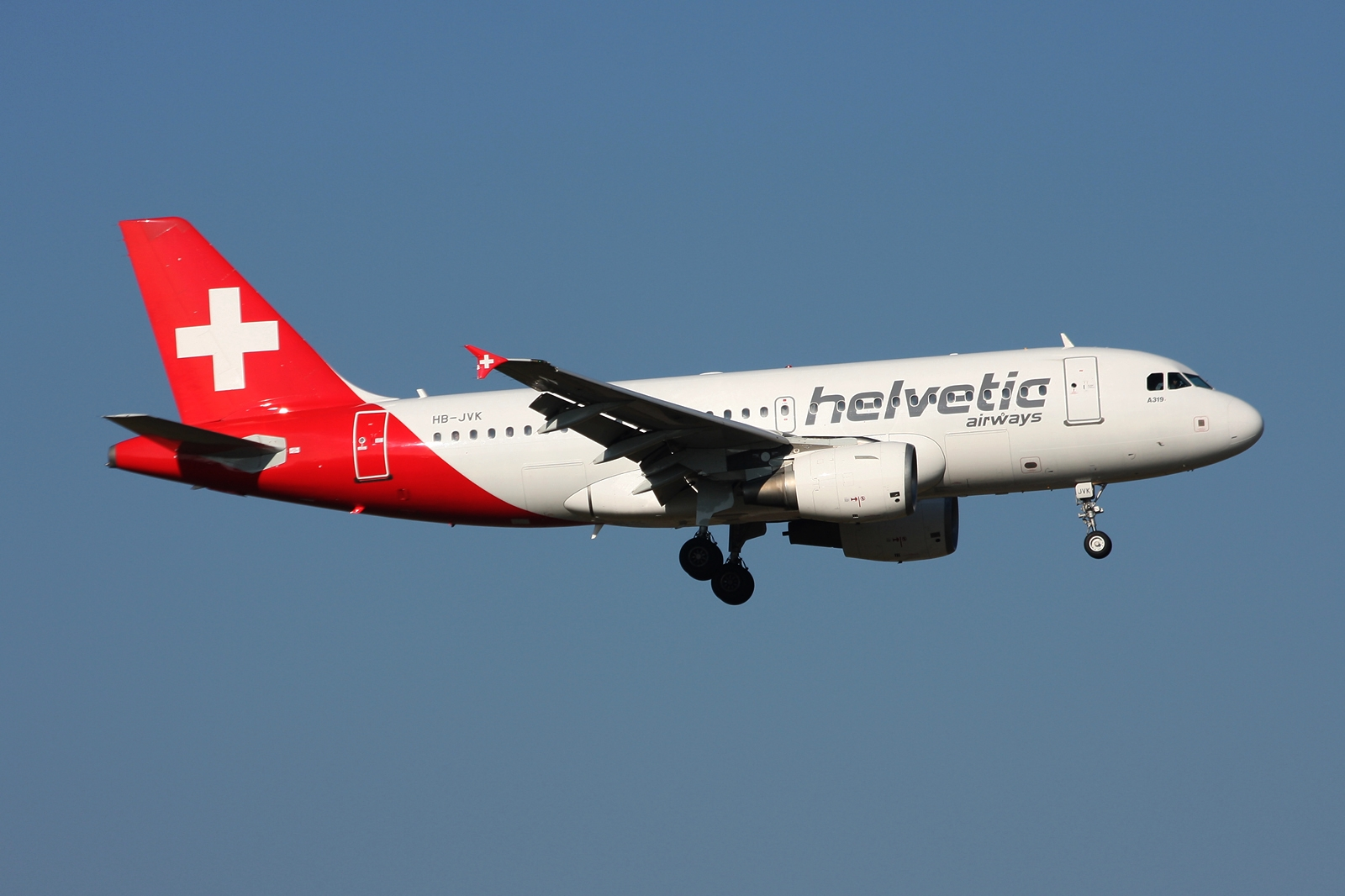
L'Airbus A319-100 nel 2016.

Helvetic Airways operava in precedenza con i seguenti aeromobili: